# Adolf Tobler
Pour les articles homonymes, voir Tobler.
Adolf Tobler, né le 24 mai 1835 à Hirzel et mort le 18 mars 1910  à Berlin, est un romaniste suisse.

## Biographie
Après avoir suivi ses études aux Universités de Zurich et Bonn, il devient enseignant à Soleure, puis à Berne avant de prendre une chaire à l'Université de Berlin dès 1867. Il consacra sa vie à collecter les éléments nécessaires pour constituer un dictionnaire d'ancien français. On attribue à Adolf Tobler la première description du discours indirect libre. Il est enterré au cimetière du Souvenir de l'Empereur Guillaume à Charlottenbourg-Westend. Sa tombe n'a pas été conservée.